# Ophioplinthus scutata
Ophioplinthus scutata is een slangster uit de familie Ophiuridae.
De wetenschappelijke naam van de soort werd in 1883 gepubliceerd door Theodore Lyman.